# Juriniopsis floridensis
Juriniopsis floridensis là một loài ruồi trong họ Tachinidae.